# Letztes Abendmahl (Ghirlandaio)

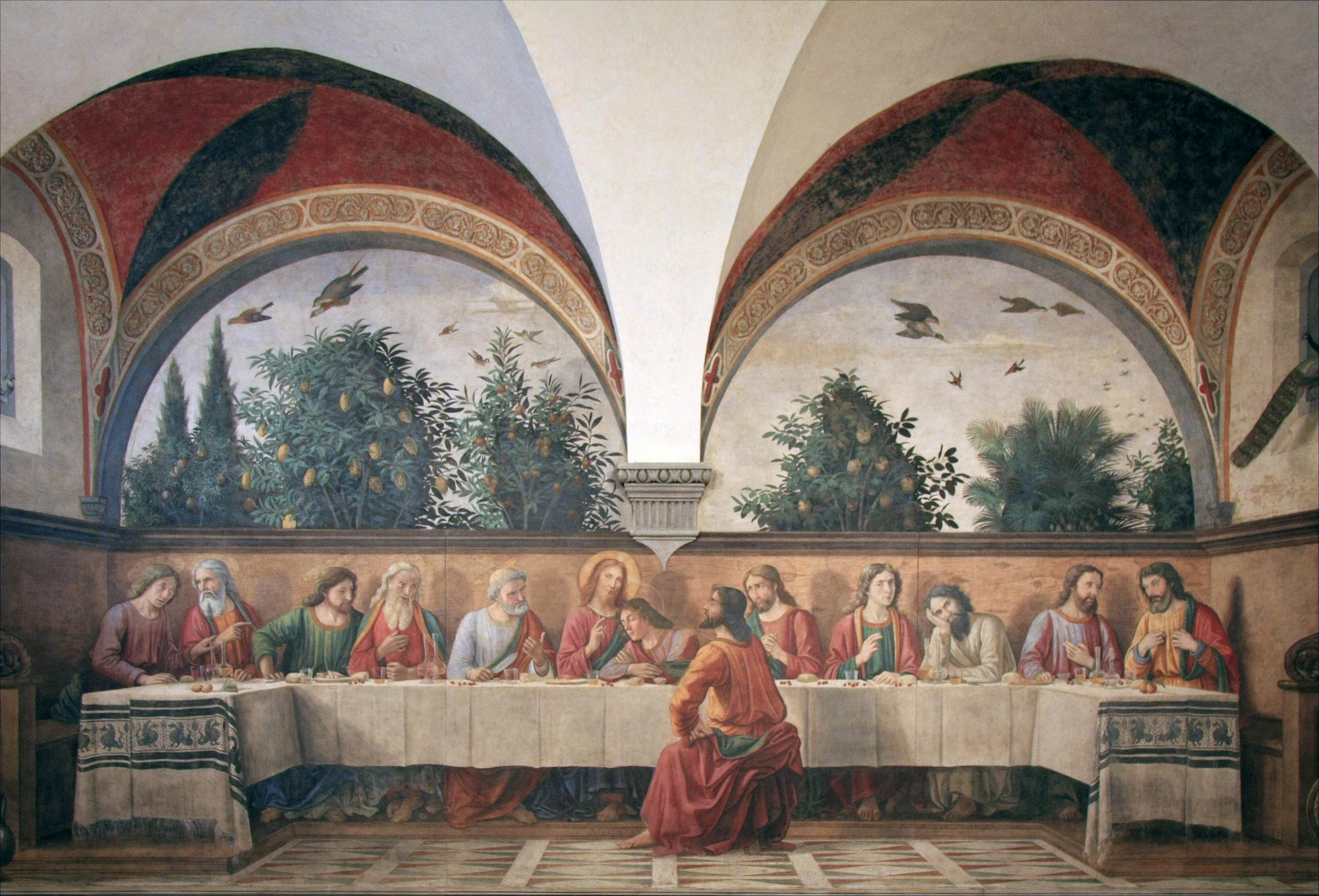
Ghirlandaio: Letztes Abendmahl

Das Letzte Abendmahl (1480) ist ein Fresko des italienischen Renaissance-Malers Domenico Ghirlandaio im Refektorium des neben der Ognissantikirche gelegenen Klosters in Florenz in der italienischen Region Toskana. Es stellt das letzte gemeinsame Essen von Jesus Christus mit seinen Aposteln am Vorabend seiner Kreuzigung dar. In der katholischen Kirche wird dieses Mahl als „Einsetzung der Eucharistie“ und damit als erste Heilige Messe verehrt.

## Vorbild
Bei Restaurierungsarbeiten wurde an der linken Wand des gleichen Raums eine Vorzeichnung entdeckt. Ghirlandaio hat innerhalb weniger Jahre insgesamt vier Fresken zu diesem Thema gestaltet, von denen noch drei erhalten sind: Neben dem in Ognissanti ein früheres in der Abbazia di San Michele Arcangelo in Passignano (1476), ein späteres ebenfalls in Florenz im Kloster San Marco (um 1486).

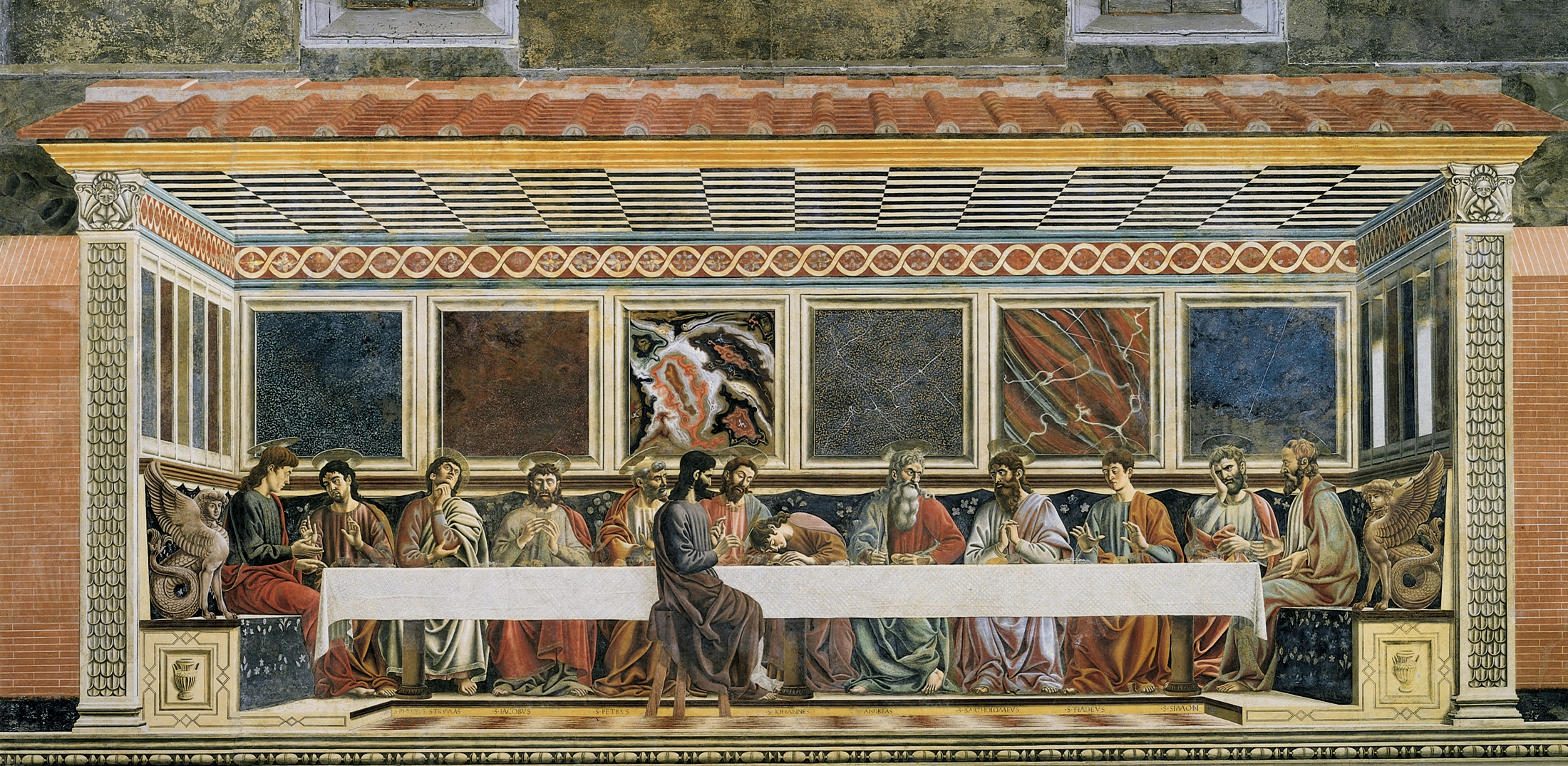
Andrea del Castagno (1447)

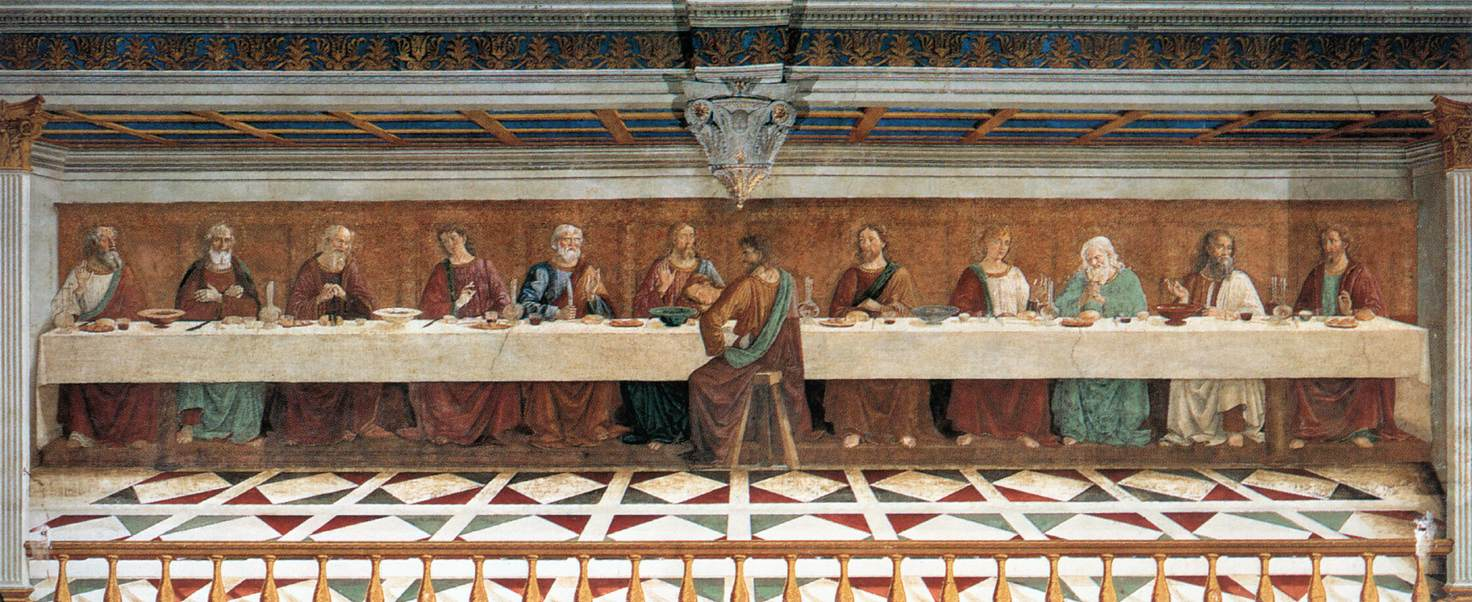
Ghirlandaio (1476)

In allen drei Wandbildern gleicht das Schema dem Fresko von Andrea del Castagno im Refektorium des Klosters Sant’Apollonia in Florenz (1447): Die Apostel sind an einem langen Tisch vor einer Rückwand aufgereiht, Christus ist in der Mitte platziert, sein Lieblingsjünger Johannes ruht rechts von ihm an seiner Brust, links Petrus. Judas, der Jesus noch in der gleichen Nacht an seine Gegner verraten wird, sitzt als Einziger vor dem Tisch. Ghirlandaios älteres Fresko in Passignano orientiert sich noch stark an Castagno; die beiden einander ähnlichen späteren Fresken gehen jedoch neue Wege.

## Beschreibung
Das Fresko misst 400 × 810 cm, die Jünger und Jesus haben etwa anderthalbfache Lebensgröße. Ghirlandaio hat sie zwar – seinem Vorbild folgend – hinter eine lange Tafel gesetzt, dabei aber noch stärker als Castagno sich unterhaltende oder auf andere Weise kommunizierende Gruppen gebildet.
Judas ist als Einziger vollständig sichtbar und damit herausgehoben. Allerdings erscheint sein Körper in einer schrägen Rückenansicht, zudem sitzt Judas hier niedriger, denn sein Hocker steht nicht auf dem Holzpodest, das die Bank der übrigen Personen trägt und erhöht. Dass er alleine auf der anderen Tischseite sitzt, unterstreicht seine Rolle als Außenseiter.
Ganz links wendet sich der zweite Jünger in der Reihe erstaunt seinem rechten Nachbarn zu; dabei weist er mit seinem Zeigefinger auf die Szene in der Mitte der Tafel, wo Jesus offensichtlich gerade den Verrat durch Judas angekündigt hat. Der Jünger neben ihm unterbricht ihn jedoch, indem er ihm die linke Hand auf den Unterarm legt, ohne dabei seine gespannte Aufmerksamkeit vom Geschehen um Jesus abzuwenden. Der dritte beugt sich, die rechte Hand auf den Tisch gestemmt, neugierig nach vorne, um seinen Blick ungehindert ebenfalls auf die Tischmitte richten zu können. Der vierte Jünger wiederum zuckt betroffen zurück und legt dabei die Hand auf die Brust.
Es sind jedoch nicht nur die von Christus soeben ausgesprochenen Worte („Wahrlich, ich sage euch: Einer unter euch wird mich verraten“; Matthäus 26,21), die sie genau hören wollen – sie verfolgen auch die wütende Frage und die drohende Haltung, mit der sich Petrus Judas zuwendet. Mit dem Daumen der linken Hand weist Petrus auf Christus und scheint an Judas die Frage zu richten, ob er es etwa sei, der seinen Herrn verraten werde. Jedenfalls lassen der grimmige Gesichtsausdruck des Petrus, der nach vorne geneigte Oberkörper und das nach oben weisende Messer in seiner rechten Hand den Ton erahnen, in dem er diese Frage formuliert.
Judas wirkt von dieser Verdächtigung wenig berührt. Trotzig stemmt er die linke Hand (in der er den Geldbeutel hält) auf den Oberschenkel und erwidert erhobenen Hauptes den herausfordernden Blick seines Gegenübers. Der stolz ausgestellte Ellenbogen ist eine Pose, die in damaliger Zeit nur Adligen und Militärs zukam – in einem Refektorium musste sie unweigerlich hochmütig wirken. Die Körperhaltung signalisiert ebenfalls, dass sich der Verräter wohl im nächsten Moment erheben wird, um die Tischgemeinschaft zu verlassen (Johannes 13,30). Neben dem linken Fuß des Judas ist das Fresko auf der Sockelleiste der Sitzbank mit der Jahreszahl „MCCCCLXXX“ (1480) datiert.
Johannes ist nicht wie in Castagnos Fresko schlafend vor Christus niedergesunken, sondern stützt sich mit verschränkten Armen auf dem Tisch ab und legt seinen Kopf an die Brust Jesu – was dem Text des Johannes-Evangeliums entspricht (Joh 13,23). Der neben Johannes sitzende Jünger ringt, die Augen auf Christus gerichtet, bekümmert die Hände.
Die beiden folgenden Jünger scheinen im Gespräch miteinander, wobei der jüngere den älteren auf Judas aufmerksam zu machen sucht – aus den Augenwinkeln hat er seinen Blick auf ihn gerichtet. Es könnte sich um Thomas handeln, denn er hat die rechte Hand im Zweifingergestus erhoben: vielleicht eine Anspielung auf Joh 20,24–29, die Berührung der Seitenwunde Christi. Der ältere Jünger neben ihm hat den Kopf in die rechte Hand des aufgestützten Armes gelegt und starrt wie abwesend vor sich hin. Ghirlandaio greift hier einen antiken Trauergestus auf, den Castagno in die Ikonographie des Abendmahls eingeführt hatte. Der Jünger an der rechten Schmalseite des Tisches schließlich beteuert seinem Nebenmann mit auf die Brust gelegten Händen die eigene Unschuld.
Christus wiederum richtet seinen Blick verklärt nach oben und wirkt seltsam teilnahmslos. Dieser Kopf Jesu wurde jedoch im 17. Jahrhundert im Verlauf einer Restaurierung von Carlo Dolci erneuert und gänzlich verändert. Die 1966 bei der Abnahme des Freskos freigelegte Vorzeichnung zeigt, dass Ghirlandaios ursprüngliche Darstellung anders ausgesehen hat.
Wer von den dargestellten Jüngern welcher Apostel ist, lässt sich nicht mit Bestimmtheit sagen – aber manche Indizien rechtfertigen doch die eine oder andere Zuschreibung, wie wir schon bei Thomas gesehen haben. Der Jünger zur Rechten von Petrus, einer der beiden älteren Männer an der Tafel mit weißem Haar und kräftigem weißen Bart, dürfte Andreas sein. Es ist dieser Platz, der für eine solche Identifizierung spricht, denn Andreas ist der Bruder des Petrus und gemeinsam mit ihm von Jesus als seine ersten Jünger berufen worden (Mk 1,16–18).
Mit großer Wahrscheinlichkeit handelt es sich bei dem Mann neben Johannes um dessen Bruder Jakobus der Ältere. Die Brüder waren die nächsten Jünger, die nach Petrus und Andreas von Jesus berufen wurden (Matthäus 4,21–22) und werden auch an anderen Stellen gemeinsam genannt (Mt 17,1 und 26,37).
Ghirlandaio erweist sich als realistischer Maler von Stoffen. Dies zeigt die Wiedergabe der frisch aufgelegten Tischdecke mit ihren gerade geglätteten Falten und dem eingewebten Fries an den nach vorne weisenden Enden. Mit gleicher Detailtreue widmet sich der Künstler der Tischdekoration, zu der neben Trinkgläsern, Messern und Salzschälchen drei Teller mit aufgeschnittenen Lammfleischstückchen und über den Tisch verteiltem Brot zählen. Sie verweisen auf das gerade stattfindende Mahl. Drei paarweise auf dem Tisch angeordnete Glaskaraffen mit spiralförmigem Rillendekor enthalten Weißwein und Wasser; einige Früchte dienen als Tafelschmuck.
Vor jedem Jünger steht ein Weinglas, abgesehen von der Mittelgruppe, wo die große Schüssel zwischen Judas und Johannes den gesamten Raum beansprucht. Sie ist ein unverzichtbares Requisit bei der Verratsankündigung und als Hinweis auf Mt 26,33 zu verstehen: „Der die Hand mit mir in die Schüssel taucht, der wird mich verraten.“
Ghirlandaio hat durch sein Fresko den realen Raum des Refektoriums illusionistisch erweitert. Es sieht so aus, als ob sich das tatsächliche Gewölbe im Fresko fortsetzt, da sich die echten Konsolen in der Tiefe des gemalten Bildes wiederholen. Dabei ist es für den Betrachter nicht auf Anhieb zu erkennen, ob die Mittelkonsole nun zum Real- oder zum Bildraum gehört. Den Eindruck von Raumtiefe erzeugt Ghirlandaio vor allem durch den fluchtenden Fußbodenbelag, die perspektivisch verkürzten Seiten des U-förmigen Tisches und die Schatten, die die Jünger an die einheitliche Rückwand werfen.
Die Sitzbank besitzt nach dem florentinischen Geschmack des späten 15. Jahrhunderts Seitenwangen aus geschnitzten spiralförmigen Akanthusranken. Das Ornament wiederholt sich im gemalten Fries des Kreuzgratgewölbes. Die leichte Erhöhung der Bank auf einer hölzernen Stufe entspricht den zeitgenössischen Gepflogenheiten in den Florentiner Refektorien, in denen die Tische und Bänke auf Postamenten aus Holz oder Stein standen.
Der Ausblick über das Gestühl hinweg auf die Baumwipfel soll den Eindruck einer Gartenlandschaft erwecken, die sich an den gemalten Raum anschließt. Zu sehen sind Baumwipfel, die in den freien Himmel emporragen, in dem verschiedene Vögel fliegen – ein Motiv, das an römische Wandmalerei in Pompeji erinnert. In der linken Lünette greift ein Raubvogel im Flug seine Beute, rechts jagt ein weiterer eine Ente. Bäume und Büsche sind mit botanischer Genauigkeit wiedergegeben und tragen üppige Früchte: Granatäpfel scheinen schon zu platzen, pralle Zitronen, Orangen sowie Äpfel leuchten im Licht, und in der Palmenkrone schimmern Datteln. Einige der Früchte haben ihren Weg auf die Abendmahlstafel gefunden, nur die auf dem Tisch verteilten Kirschen scheinen nicht aus dem Garten zu stammen, denn ein Kirschbaum fehlt dort.
In und vor Ghirlandaios Fresko liefen im Refektorium die Bank- und die Tischpodeste an den Wänden entlang, Bildpersonal und Betrachter saßen jeweils mit dem Rücken zur Wand, der Raum vor dem Tisch blieb frei; die um Christus gruppierten Jünger dienten den Mönchen als Spiegelbild ihrer eigenen gemeinschaftlichen Lebensform. Im Teilen des Mahles, im Zusammen-Essen wurden für die Ordensmitglieder Gemeinschafts- und Zusammengehörigkeitsgefühl erfahrbar; ihr Ziel war die kommende himmlische Tischgemeinschaft mit Christus.

## Symbolik
Bäume, Früchte und Vögel können symbolisch aufgefasst werden. So umflattern in der linken Lünette vier Stieglitze einen Granatapfelbaum, dessen Früchte auf den Opfertod Christi hindeuten. Das farbenprächtige, auffällige Gefieder dieser kleinen Vögel mit dem charakteristischen roten Fleck um den Schnabel führte zu der Legende, wonach ein Stieglitz die Dornenkrone vom Haupt Christi zu entfernen versuchte und dabei seinen Schnabel mit Blut befleckt hätte. Zwei Stieglitze sind auch in der rechten Lünette abgebildet.
In den seitlichen Fensteröffnungen des Raumes sitzen ein Pfau bzw. eine Taube – Symbole für die Auferstehung und den Heiligen Geist. Die Ente steht für die himmlischen Freuden, der Habicht für gemeine Angriffe, die Wachtel für Opfer, die (im Getreide nistende) Lerche für die Eucharistie.
Auch die Pflanzen haben eine übertragene Bedeutung, die den gebildeten Renaissance-Menschen bekannt war: Zypressen verdeutlichen den Tod, Palmen das Martyrium. Die Kirschen sind wegen ihrer Farbe und des roten Saftes Sinnbilder für das Blut Christi.
Die beiden Kannen aus Zink am unteren linken und die Schale mit dem Salbgefäß am rechten Bildrand könnten wiederum auf die dem Abendmahl vorangegangene Fußwaschung (Johannes 13,1–11) anspielen. Unterhalb des Pfaus steht auf der Konsole der Sitzbank eine Vase mit weißen, rosafarbenen und roten Rosen. Sie trägt die Signatur der Auftraggeber für Ghirlandaios Fresko, des Konvents der Humiliaten von Ognissanti: Die Buchstaben „OSSCI“ stehen für „Omnes Sancti“ (= alle Heiligen); weitere Signaturen finden sich links und rechts an den Wangen der Sitzbank sowie auf dem Geschirr rechts unten.

## Nachfolger
Ghirlandaios Werk erregte derartiges Aufsehen, dass er nur sechs Jahre später erneut mit einer Arbeit zu diesem Thema beauftragt wurde, diesmal für das Kloster San Marco. Das dortige Fresko ist nahezu eine Kopie des Wandgemäldes in Ognissanti.
Leonardo da Vinci hat Ghirlandaios Fresken in Florenz sicherlich sehen können – es ist das Vorbild für sein berühmtes Abendmahl in Mailand und verdankt ihm den Landschaftsausblick, die Gruppenbildung der Jünger (Leonardo fasst jedoch jeweils drei der Jünger zusammen) wie auch manche der Gesten.